# Kiesdistricten van Tarlac
De kiesdistricten van Tarlac (Engels: Legislative Districts of Tarlac), zijn de drie administratieve gebieden waarin de Filipijnse provincie Tarlac is ingedeeld ten behoeve van de verkiezingen voor het Filipijns Huis van Afgevaardigden. Elk van de drie kiesdistricten heeft een eigen vertegenwoordiger in het Huis van Afgevaardigden. Elke drie jaar kunnen de inwoners elk van deze districten een nieuwe vertegenwoordiger kiezen. Sinds de nieuwe Filipijnse Grondwet van 1987 kunnen dergelijke afgevaardigden slechts drie termijnen achtereen in het Huis worden gekozen.
In het verleden is de indeling van de kiesdistricten van Tarlac diverse malen gewijzigd. Van 1907 tot 1972 kende Tarlac twee kiesdistricten en sinds 1987 kent de provincie de huidige indeling van drie districten. Tussen 1972 en 1987 bestond het Filipijnse Huis van Afgevaardigden niet en werd de indeling in kiesdistricten dus ook niet gebruikt.

## 1e kiesdistrict
- Gebied: Anao, Camiling, Mayantoc, Moncada, Paniqui, Pura, Ramos, San Clemente, San Manuel, Santa Ignacia
- Oppervlakte: ? km²
- Bevolking (2007): 377.144

| Periode               | Afgevaardigde               |
| --------------------- | --------------------------- |
| 8e Congres 1987–1992  | Jose S. Cojuangco jr.       |
| 9e Congres 1992–1995  | Jose S. Cojuangco jr.       |
| 10e Congres 1995–1998 | Jose S. Cojuangco jr.       |
| 11e Congres 1998–2001 | Gilberto C. Teodoro jr.     |
| 12e Congres 2001–2004 | Gilberto C. Teodoro jr.     |
| 13e Congres 2004–2007 | Gilberto C. Teodoro jr.     |
| 14e Congres 2007–2010 | Monica Louie Prieto-Teodoro |
| 15e Congres 2010–2013 | Enrique Cojuangco           |
| 16e Congres 2013–2016 | Enrique Cojuangco           |
| 17e Congres 2016–2019 | Charlie Cojuangco           |
| 18e Congres 2019–2022 | Charlie Cojuangco           |
| 19e Congres 2022–2025 | Jaime Cojuangco             |

### 1907–1972
- Gebied: Camiling, Gerona, Moncada, Paniqui, Pura, Anao (vanaf 1908), Santa Ignacia (vanaf 1913), San Clemente (vanaf 1914), Ramos (vanaf 1920)

| Periode                               | Afgevaardigde            |
| ------------------------------------- | ------------------------ |
| 1st Philippine Legislature 1907–1909  | Melecio Cojuangco        |
| 2nd Philippine Legislature 1909–1912  | Mauricio Ilagan          |
| 3rd Philippine Legislature 1912–1916  | Luis Morales             |
| 4th Philippine Legislature 1916–1919  | Luis Morales             |
| 5th Philippine Legislature 1919–1922  | Luis Morales             |
| 6th Philippine Legislature 1922–1925  | Gregorio M. Bañaga       |
| 7th Philippine Legislature 1925–1928  | Sisenando Palarca        |
| 8th Philippine Legislature 1928–1931  | Gregorio M. Bañaga       |
| 9th Philippine Legislature 1931–1934  | Alfonso A. Pablo         |
| 10th Philippine Legislature 1934–1935 | Jose Cojuangco           |
| 1st National Assembly 1935–1938       | Jose Cojuangco           |
| 2nd National Assembly 1938–1941       | Jose Cojuangco           |
| 3rd National Assembly 1941–1946       | Jose Cojuangco           |
| 1st Congress 1946–1949                | Jose J. Roy              |
| 2nd Congress 1949–1953                | Jose J. Roy              |
| 3rd Congress 1953–1957                | Jose J. Roy              |
| 4th Congress 1957–1961                | Jose J. Roy              |
| 5th Congress 1961–1965                | Jose S. Cojuangco jr.    |
| 6th Congress 1965–1969                | Jose S. Cojuangco jr.    |
| 7th Congress 1969–1972                | Eduardo M. Cojuangco jr. |

## 2e kiesdistrict
- Gebied: Tarlac City, Gerona, Victoria, San Jose (vanaf 1990)
- Oppervlakte: ? km²
- Inwoners (2007): 485.990

| Periode                 | Afgevaardigde      |
| ----------------------- | ------------------ |
| 8th Congress 1987–1992  | Jose V. Yap        |
| 9th Congress 1992–1995  | Jose V. Yap        |
| 10th Congress 1995–1998 | Jose V. Yap        |
| 11th Congress 1998–2001 | Benigno Aquino III |
| 12th Congress 2001–2004 | Benigno Aquino III |
| 13th Congress 2004–2007 | Benigno Aquino III |
| 14th Congress 2007–2010 | Jose V. Yap        |
| 15th Congress 2010–2013 | Susan Y. Sulit     |

### 1907–1972
- Gebied: Bamban, Capas, Concepcion, La Paz, Tarlac, Victoria

| Periode                               | Afgevaardigde           |
| ------------------------------------- | ----------------------- |
| 1st Philippine Legislature 1907–1909  | Aurelio Pineda          |
| 2nd Philippine Legislature 1909–1912  | Marciano Barrera        |
| 2nd Philippine Legislature 1909–1912  | Pablo Ocampo            |
| 3rd Philippine Legislature 1912–1916  | Jose Espinosa           |
| 4th Philippine Legislature 1916–1919  | Cayetano Rivera         |
| 5th Philippine Legislature 1919–1922  | Benigno Aquino sr.      |
| 6th Philippine Legislature 1922–1925  | Benigno Aquino sr.      |
| 7th Philippine Legislature 1925–1928  | Benigno Aquino sr.      |
| 8th Philippine Legislature 1928–1931  | Jose G. Domingo         |
| 9th Philippine Legislature 1931–1934  | Jose G. Domingo         |
| 10th Philippine Legislature 1934–1935 | Feliciano B. Gardiner   |
| 1st National Assembly 1935–1938       | Benigno Aquino sr.      |
| 2nd National Assembly 1938–1941       | Jose Urquico            |
| 3rd National Assembly 1941–1946       | Benigno Aquino sr.      |
| 1st Congress 1946–1949                | Alejandro Simpaoco      |
| 2nd Congress 1949–1953                | Jose Y. Feliciano       |
| 3rd Congress 1953–1957                | Constancio E. Castañeda |
| 4th Congress 1957–1961                | Constancio E. Castañeda |
| 5th Congress 1961–1965                | Constancio E. Castañeda |
| 6th Congress 1965–1969                | Jose V. Yap             |
| 7th Congress 1969–1972                | Jose V. Yap             |

## 3e kiesdistrict
- Gebied: Bamban, Capas, Concepcion, La Paz
- Oppervlakte: ? km²
- Inwoners (2007): 380.265

| Periode                 | Afgevaardigde      |
| ----------------------- | ------------------ |
| 8th Congress 1987–1992  | Herminio S. Aquino |
| 9th Congress 1992–1995  | Herminio S. Aquino |
| 10th Congress 1995–1998 | Herminio S. Aquino |
| 11th Congress 1998–2001 | Jesli A. Lapus     |
| 12th Congress 2001–2004 | Jesli A. Lapus     |
| 13th Congress 2004–2007 | Jesli A. Lapus     |
| 14th Congress 2007–2010 | Jeci A. Lapus      |
| 15th Congress 2010–2013 | Jeci A. Lapus      |